# فرودگاه شهری کاوینگتون (جورجیا)
فرودگاه شهری کاوینگتون (جرجیا) (به انگلیسی: Covington Municipal Airport (Georgia)) یک فرودگاه همگانی بهره‌برداری هوایی است که یک باند فرود آسفالت دارد و طول باند آن ۱۶۷۶ متر است. این فرودگاه در کشور ایالات متحده آمریکا قرار دارد و در ارتفاع ۲۴۷ متری از سطح دریا واقع شده‌است.